# Pirofosfite
La pirofosfite è un minerale non riconosciuto dall'Associazione Mineralogica Internazionale (IMA).